# Torre de Santa Faz
La torre de Santa Faz es una torre de vigilancia costera ubicada en las inmediaciones de la Huerta de Alicante, en la entidad de Santa Faz, perteneciente a la ciudad de Alicante (España).
Ubicada en la carretera de Alicante en dirección a Valencia, concretamente en el kilómetro 8. Fue construida en el siglo XVI para defender el complejo monasterial de la Santa Faz, del que recibe su nombre, y forma parte de las Torres y Atalayas de Alicante que fueron recogidas en 1997 bajo la protección de Bien de Interés Cultural.

## Historia
Fue construida para defender el monasterio y el caserío adjunto de los ataques de piratas. Dentro del conjunto de torres y atalayas de la ciudad, es una de las más tardías en ser construidas. Fue una de las obras de ingeniería militar levantadas en la ciudad por italiano Juan Bautista Antonelli (1527-1588), en el año 1575. Es la torre mejor documentada de las que existen en la ciudad, y se encuentra en perfecto estado de conservación.

## Descripción
Se trata de una edificación de planta cuadrada de unos ocho metros de lado, dividida en cuatro plantas y rematada con una terraza. Su fábrica es de mampostería, y está reforzada en sus esquinas con hileras de sillares de cantería. Sus esquinas superiores están rematadas por cuatro garitones, aspecto que la diferencia del resto de torres de vigilancia de la zona; además, recorre su perímetro superior una moldura clasicista.